# Kanton Mauléon
Der Kanton Mauléon ist ein französischer Wahlkreis im Arrondissement Bressuire im Département Deux-Sèvres in der Region Nouvelle-Aquitaine; sein Hauptort ist Mauléon. Vertreter im Generalrat des Départements ist seit 2009 Philippe Brémond (DVD).

## Gemeinden
Der Kanton besteht aus zehn Gemeinden mit insgesamt 23.671 Einwohnern (Stand: 1. Januar 2022) auf einer Gesamtfläche von 540,56 km²:
| Gemeinde                      | Einwohner 1. Januar 2022 | Fläche km² | Dichte Einw./km² | Code INSEE | Postleitzahl |
| ----------------------------- | ------------------------ | ---------- | ---------------- | ---------- | ------------ |
| Argentonnay                   | 3.229                    | 117,04     | 28               | 79013      | 79150        |
| Genneton                      | 306                      | 27,75      | 11               | 79132      | 79150        |
| La Petite-Boissière           | 625                      | 12,92      | 48               | 79207      | 79700        |
| Mauléon                       | 8.585                    | 120,64     | 71               | 79079      | 79700        |
| Nueil-les-Aubiers             | 5.529                    | 98,83      | 56               | 79195      | 79250        |
| Saint-Amand-sur-Sèvre         | 1.421                    | 32,36      | 44               | 79235      | 79700        |
| Saint-Aubin-du-Plain          | 561                      | 14,06      | 40               | 79238      | 79300        |
| Saint Maurice Étusson         | 888                      | 56,81      | 16               | 79280      | 79150        |
| Saint-Pierre-des-Échaubrognes | 1.396                    | 28,92      | 48               | 79289      | 79700        |
| Voulmentin                    | 1.131                    | 31,23      | 36               | 79242      | 79150        |
| Kanton Mauléon                | 23.671                   | 540,56     | 44               | 7907       | –            |

Bis zur landesweiten Neuordnung der französischen Kantone im März 2015 gehörte zum Kanton Mauléon die fünf Gemeinden La Petite-Boissière, Mauléon, Nueil-les-Aubiers, Saint-Amand-sur-Sèvre und Saint-Pierre-des-Échaubrognes. Sein Zuschnitt entsprach einer Fläche von 293,67 km2. Er besaß vor 2015 einen anderen INSEE-Code als heute, nämlich 7909.

## Veränderungen im Gemeindebestand seit der landesweiten Neuordnung der Kantone
2016:
- Fusion Argenton-les-Vallées, La Chapelle-Gaudin (Kanton Bressuire), La Coudre, Le Breuil-sous-Argenton, Moutiers-sous-Argenton und Ulcot → Argentonnay
- Fusion Étusson und Saint-Maurice-la-Fougereuse → Saint Maurice Étusson